# Жлебови
Жлебови (на сръбски: Жљебови) е село в Босна и Херцеговина, разположено в община Соколац, в ентитета на Република Сръбска. Намира се на 980 метра надморска височина. Населението му според преброяването през 2013 г. е 148 души, от тях: 146 (98,64 %) сърби, 2 (1,35 %) не са определени.

## Население
Численост на населението според преброяванията през годините:
- 1961 – 323 души
- 1971 – 242 души
- 1981 – 183 души
- 1991 – 171 души
- 2013 – 148 души